# Coronel Dorrego
Coronel Dorrego es una ciudad de Argentina ubicada al sur de la provincia de Buenos Aires. Según datos del censo 2022 cuenta con 11 850 habitantes.
Cuenta con diversos clubes de fútbol con actividades para grandes y pequeños, fútbol de mujeres también.
Su política es radical pero hay diversidad de opiniones.
Es un pueblo que brinda posibilidades de brindar seguridad, y posibilidad de actividades.
La gente en su particularidad se cuidan entre ellos, son observadores.

## Geografía

### Ubicación
Coronel Dorrego está ubicada al sur de la provincia de Buenos Aires, a los 38° de latitud sur y 60° de longitud oeste. Es cabecera del partido de Coronel Dorrego, que limita al oeste con los partidos de Coronel Rosales, al norte con Coronel Pringles, al este con Tres Arroyos y al sur con el de Monte Hermoso y el Mar Argentino. 
La ciudad está ubicada en el centro del partido y cercana a importantes centros urbanos como Bahía Blanca, Tandil, Tres Arroyos, Necochea y Mar del Plata. 
El trazado de la ciudad conforma una regularidad absoluta donde solamente la mayor jerarquía de las avenidas y de las manzanas destinadas a plazas han de introducir variantes significativas en la trama urbana y en la imagen de la ciudad. Los nuevos barrios que impulsa la ampliación urbana continúan las trazas existentes sin imponer fuertes modificaciones a la estructura originaria. Las profundas transformaciones a que asiste el país se hacen también evidentes en Coronel Dorrego, dentro de ellas, una de las más notorias es el crecimiento urbano, mostrando una ciudad que se expande hacia los bordes, rodeada por barrios de viviendas de ininterrumpida construcción, que van cubriendo el espacio entre el centro y los límites del trazado urbano.  
El trazado originario se mantiene con pocas modificaciones hasta la actualidad, con desbordes al Sudoeste, y hacia el Noreste siguiendo la dirección de los accesos principales a la ciudad. Asimismo se observa un completamiento urbano de los sectores adyacentes al sector más consolidado de la ciudad, con la presencia de numerosos conjuntos habitacionales de construcción estatal y asentamientos de tipo espontáneo.     
La población de la ciudad de Coronel Dorrego se distribuye en 17 barrios. Si solo consideráramos el territorio que hoy tiene características urbanas o periurbanas, sintetizado en barrios con identidad propia; Coronel Dorrego tiene una superficie bruta aproximada de 541.98 has. y una superficie privada o neta de 423.23 has. es decir el 78.09% del total. Contaba en 1991 con una población de 11.418 personas, el 77.47% del total urbano del partido, distribuidas en 4.155 viviendas (a un promedio de 2.75 hab./vivienda). 
Las localidades cercanas de carácter eminentemente rural son Aparicio, San Román, El Perdido , Paraje rural La Aurora, Faro (Buenos Aires) y Oriente. A estas debemos sumar la localidad de Marisol, cuya actividad principal es el turismo, y constituye la única villa balnearia del distrito.
Hacia el sector opuesto a la estación, se reconoce un área de ensanche urbano con distintos grados de consolidación, en general siguiendo la sintaxis de la ciudad. Más allá de estos límites, y en coincidencia con los accesos principales a la ciudad, se han materializado barrios que terminan de completar la planta urbana de la ciudad.     
Superando estos límites se encuentran zonas de quintas y chacras alternándose con usos urbanos, que son sectores considerados de expansión.     
En la intersección de estos últimos ejes se localiza la plaza Manuel Dorrego, que se transforma en el espacio público referente de encuentro urbano y sirve de marco a las Instituciones más significativas de la ciudad.     
Esta organización favorece la consolidación de un área central adyacente a la plaza Dorrego con derivaciones hacia el eje de avenida Santagada hasta la estación ferroviaria, concentrando actividades comerciales, institucionales y administrativas que se encuentran bastante equidistantes para la totalidad de la planta urbana.     
El acceso por avenida R. Fuertes hasta la plaza también generó concentración de tipo comercial, lo mismo que el eje conformado por la avenida Rubén Álvarez, aunque de menor magnitud. La concentración de actividad de estos ejes tienden a equilibrarse por centralidad que ejerce el área comercial-institucional alrededor de la plaza Dorrego.     
La resultante de esta estructura vial jerarquizada genera cuatro cuadrantes bien identificables de 28 manzanas de usos preponderantemente residenciales y buen nivel de consolidación. Superando estos límites se suceden barrios con distinto nivel de consolidación, algunos realmente dispersos, donde se concentra el crecimiento de la ciudad, a partir de completamientos de la trama urbana abierta que presenta este sector, con conjuntos habitacionales de construcción estatal y asentamientos urbanos de tipo espontáneo. 

### Demografía
Cuenta con 11,850 habitantes (Indec, 2022), lo que representa un incremento del 3% frente a los 11,510 habitantes (Indec, 2010) del censo anterior.
En el año 2001, la población ascendía a 11.644 habitantes, el 78.48% del total urbano, distribuidos en 4.719 viviendas (2.55 hab/viv) asentadas en 368 manzanas de uso mixto (residencial, comercial, institucional), con un promedio de 32.70 habitantes por manzana con propiedad privada y 12.82 viviendas por manzana. La densidad bruta del área era de 22.20 habitantes por hectárea y la densidad neta de 28.43 habitantes por hectárea.
| Gráfica de evolución demográfica de Coronel Dorrego entre 1895 y 2022 |
|                                                                       |
| Fuentes: INDEC                                                        |

### Orografía
Desde el punto de vista geomorfológico es un área llana, con una suave ondulación hacia el oeste y una moderada pendiente hacia el mar determinando el desarrollo de una red hidrográfica exorreica que asegura el normal escurrimiento de los excesos de agua.     
Sobre el litoral marítimo se observa la presencia de dunas costeras y de cuencas endorreicas que en los sectores más deprimidos originan lagunas permanentes y temporarias. En este sentido, se destacan las lagunas El Toro, La Yegua, La Blanca y La Salada.     
La red hidrográfica está representada por los ríos Sauce Grande y Quequén Salado -límites Oeste y Este-, y los arroyos de las Cortaderas, Las Mostazas, El Gaucho, Indio Rico y el Zanjón.
Este distrito también es reconocido por ser la Capital Provincial del Olivo en la Provincia de Buenos Aires.

## Historia
El partido de Coronel Dorrego se crea por ley 1979 del 29 de diciembre de 1887, aunque recién el 9 de abril de 1890 se instalan las autoridades en el «Centro Agrícola Coronel Dorrego», dando inicio a la localidad.  
La primera Comisión Municipal fue presidida por Guillermo Lozano, quien inicia su gestión en dependencias de la casa comercial La Fe, junto al arroyo Las Mostazas. En su ínterin el gobierno provincial designa al agrimensor Baldomero Videla para realizar el trazado del pueblo y a una comisión especial para establecer el lugar de radicación definitivo. El 28 de febrero de 1889 se designa al Centro Agrícola Coronel Dorrego propiedad de José V. Urdapilleta para realizar el trazado del tejido urbano. Tiempo después, el 9 de abril de 1890, el Ministerio de Gobierno provincial ordena el traslado de las reparticiones municipales al Centro Agrícola Coronel Dorrego. El 5 de junio de 1895 asume Raúl Sánchez como primer intendente. La sede municipal se traslada a un edificio ubicado en las actuales San Martín y Juan B. Maciel, hasta que el 8 de abril de 1927 se traslada nuevamente. La actual municipalidad fue inaugurada en la década de 1960. 

## Servicios

### Transportes
El partido presenta buenas condiciones de conectividad, dadas por un sistema viario estructurado en torno a la Ruta Nacional N.º 3 que lo atraviesa en sentido oeste-este y conecta a la ciudad de Coronel Dorrego con Bahía Blanca, hacia el oeste, y con Tres Arroyos, hacia el este.     
Perpendicularmente a la Ruta N.º 3 se encuentran las Rutas Provinciales N.º 78 y 72 que comunican hacia el sur con Monte Hermoso y hacia el noroeste con Coronel Pringles y Tornquist.  
Las dos primeras décadas de este siglo traen aparejadas la materialización de equipamientos urbanos en salud y educación y la provisión de infraestructura básica, principalmente electricidad y pavimento. 
Con la habilitación de la ruta Nac. N.º 3, ya pavimentada, comienza a funcionar fluidamente el transporte de ómnibus y camiones. El crecimiento de los servicios, y las mejores posibilidades de vida que ofrece la ciudad, actúan cada vez más como factores de atracción poblacional, a la vez que, las bajas condiciones de vida, la dificultad de acceso a la tierra por la rígida estructura de la propiedad agraria, la mecanización de las tareas productivas y la consiguiente reducción de mano de obra en el campo actúan como factores expulsores de la población rural y de los pequeños centros de servicios rurales, sometidos a las frecuentes fluctuaciones de la rentabilidad del agro.    
El principal acceso a la ciudad se produce desde la ruta Nac. º3, ingresando a la planta urbana por avda. Ricardo Fuertes, aunque la presencia perimetral de las rutas generan accesos alternativos que descomprimen al señalado, produciéndose otros desde la ruta Prov. N.º72 el principal por Rubén H. Álvarez y otro también desde la ruta Nac. N.º 3 por la avenida Carlos Casal Varela.     
La estructura vial jerarquizada propia del territorio urbano, se organiza a través de dos ejes perpendiculares entre sí (las avenidas Ricardo Fuertes-Rubén Álvarez en el sentido Sudoeste-Noreste y las avenidas Carlos Casal Varela-Roca en el sentido Sureste-Noroeste).     
La presencia de algunos desbordes siguiendo la dirección de las rutas de acceso a la ciudad, constituye una circunstancia que es necesario evaluar a fin de contener el crecimiento indiscriminado y sin planificación de la mancha urbana, donde el menor valor de la tierra favorece nuevos asentamientos urbanos a los que resulta casi imposible llevar los servicios esenciales.

### Gas y agua
Durante la década de 1960 Coronel Dorrego incorpora los servicios de gas natural, agua corriente y cloacas. Con la pavimentación y mejoramiento de las principales rutas de acceso del partido, se mejoran las relaciones del campo y la ciudad con su entorno regional.
La pavimentación de la ruta Nac. N.º 3, que vincula la ciudad a nivel nacional, sumada a la ruta Prov. Nº72 que conecta con Coronel Pringles, dieron un vigoroso impulso a la ciudad que consolidó en esos años su estructuración interna. Posteriormente la pavimentación de varias calles que terminan de conformar la trama urbana y el completamiento de los servicios de infraestructura básica en la presente década consolidan el carácter de la ciudad y su entorno microregional.     
La planta urbana más conformada se halla comprendido en un rectángulo de 112 manzanas delimitado por las Calles Gregorio Juárez al noreste, Siria al noroeste, 25 de mayo al Sureste y Guillermo Aranda al suroeste.

### Ferrocarril
La localización sesgada del acceso del ferrocarril y la estación respecto de la trama urbana determina entre esta y la estación un sector triangular que completa el área más consolidada de la ciudad. La localización de la estación ferroviaria generó una primera consolidación de la ciudad entre esta y la Plaza Manuel Dorrego, materializándose un eje concentrador de equipamiento comercial y administrativo entre la mencionada avenida y la calle San Martín paralela a la anterior.

## Cultura

### Fiesta Provincial de las Llanuras
Acontecimiento cultural que se realiza desde 1960 en la ciudad de Coronel Dorrego. Su razón de ser es mantener y recordar la raigambre gauchesca y en especial el sentir y las tradiciones "sureras". Desfile de carrozas y tropillas, jineteadas y actuaciones de artistas, y disfrutar de un buen asado criollo en los diversos fogones que se instalan en la plaza central.

### Parroquias de la Iglesia católica en Coronel Dorrego
| Arquidiócesis | Bahía Blanca          |
| ------------- | --------------------- |
| Parroquia     | Inmaculada Concepción |